# Cécile Paul-Baudry
Pour les articles homonymes, voir Paul et Baudry.
Ne doit pas être confondu avec Paul Baudry.
Cécile Paul-Baudry, née le 30 décembre 1879 à Paris où elle est morte le 28 février 1960, est une peintre française.

## Biographie
Cécile Berthe est reconnue par le peintre Paul Baudry, et son épouse Éléonore Célestine Gardon.
Élève de William Bouguereau, Gabriel Ferrier et Ferdinand Humbert, elle expose au Salon à partir de 1904 et devient membre de la société des artistes français en 1908.
En 1906, elle épouse Charles Puech, substitut du procureur de la République à Caen. Le couple divorce quelques années plus tard.
Au Salon de 1928, elle propose un portrait de Sa Majesté Bảo Đại.
Elle meurt à Paris à l'âge de 80 ans.

## Ouvrages illustrés
- Jean de La Jaline, La Vénus de la Grotte, Paris, éditions du Raisin, 1929.

## Distinction
- Officier de l'Instruction publique (1925)[7]